# Mary Robinson (Buttermere)
Mary Robinson, bekannt als The Maid of Buttermere oder auch Beauty of Buttermere (* 1778 in Buttermere, Cumbria; † 1837), war die Tochter des Gastwirts des Gasthauses Fish Inn in Buttermere.
Sie wurde berühmt, als sie 1802 John Hatfield heiratete. Hatfield gab vor, der Bruder des Earl of Hopetoun zu sein, und nannte sich Colonel Hope. Diese morganatische Ehe erregte großes Aufsehen. Samuel Taylor Coleridge schrieb über sie sogar in der Londoner Morning Post. Hatfield wurde aber kurz nach der Heirat als Betrüger und Bigamist entlarvt und in Carlisle vor Gericht gestellt und zum Tode verurteilt. Dieser Vorgang erregte erneut die Aufmerksamkeit der Öffentlichkeit, die Spenden für Mary Robinson sammelte. Robinson heiratete 1807 schließlich den Landwirt Richard Harrison, mit dem sie 4 Kinder hatte. Mary Robinsons Tod wurde vom Annual Register gemeldet; sie wurde auf dem Friedhof von St Kentigern’s Church in Caldbeck begraben.

## Mary Robinson in der Literatur
Durch die Beschreibung in dem Reiseführer A Fortnight’s Ramble to the Lakes von Joseph Budworth aus dem Jahr 1792 wird sie als Beauty of Buttermere bekannt.
Der Dichter William Wordsworth schreibt über die Geschichte Mary Robinsons in seinem Gedicht The Prelude, wo er sie die Maid of Buttermere nannte. Der Autor Melvyn Bragg hat ein Buch über Mary Robinson unter dem Titel The Maid of Buttermere geschrieben.